# Bandudato
Bandudato (em tétum:  Bandudatu) é uma aldeia e suco (subdistritos timorenses) situada no posto administrativo de Aileu, no município homónimo, em Timor-Leste. A área administrativa cobre uma área de 30,65 quilómetros quadrados e no momento do censo de 2015, tinha uma população de 1 138 habitantes.

## Aldeias
- Dai-Lor
- Rai-Lete
- Taib-Lor[2]